# Lausanne UC
Le Lausanne Université Club est un club suisse de volley-ball basé à Lausanne, capitale olympique et chef-lieu du canton de Vaud. Il évolue au plus haut niveau national (Ligue Nationale A) depuis 1976.

## Historique
Le Lausanne Université Club Volleyball a vu le jour en 1975. Il est né de la fusion du Lausanne Cité féminin et du club de l’EOS, Énergie Ouest Suisse, club masculin.
Ces deux clubs à la demande de Monsieur Claude Bucher, ancien directeur des sports universitaires, ont compris l’opportunité qu’il y avait de rejoindre le milieu universitaire qui se voyait offrir un nouveau centre sportif à Dorigny.
Le premier titre national a récompensé le LUC féminin qui remportait la finale de la Coupe suisse à Lausanne en 1981. Les hommes devenaient champion suisse pour la première fois à la fin de la saison 82-83.
Avec les difficultés économiques qui ont touché tous les clubs de haut niveau, le LUC a dû renoncer à son secteur féminin il y a quelques années pour se concentrer uniquement sur celui des hommes. Cet effort qualitatif a été récompensé par les cinq titres nationaux consécutifs glanés de 1991 à 1995.
Aujourd’hui encore la philosophie du club est guidée par la formation. Le LUC peut en effet se réjouir des 14 titres de champion suisse remportés par ses équipes masculines juniors. En 2003, le LUC et le VBC Cossonay deviennent partenaires d’un concept « jeunesse » qui tend à assurer une formation de qualité en mettant en place des points d’appui régionaux et un encadrement compétent. Depuis 2006, le Sport-Études Lausanne est porteur du label « Swissvolley Talent School ». De plus, le LUC est reconnu « club formateur » par le canton de Vaud.
L'année de ses 36 ans, le LUC est toujours en haut de l'échelle puisqu'il vient de remporter la finale de la Coupe Suisse le 19 mars 2011.
Le palmarès du LUC compte aujourd'hui 19 titres majeurs. Les deux Hautes Écoles, le Canton de Vaud et la Ville de Lausanne peuvent se réjouir d'avoir un club qui les représente avec succès dans de nombreuses compétitions nationales et internationales.
La saison 2013-2014 marque la 33e saison du club en LNA. Le club dispose de 7 équipes au total.

## Résultat des dernières saisons
| Saison    | Division | Saison régulière | Phase finale | Coupe de Suisse | Supercoupe    | Coupes d'Europe |
| --------- | -------- | ---------------- | ------------ | --------------- | ------------- | --------------- |
| 2022-2023 | LNA      | 6e               |              |                 |               |                 |
| 2021-2022 | LNA      | 4e               |              |                 |               |                 |
| 2020-2021 | LNA      | 4e               |              |                 |               |                 |
| 2019-2020 | LNA      | 5e               |              |                 |               |                 |
| 2018-2019 | LNA      | 1er              |              |                 |               |                 |
| 2017-2018 | LNA      | 1er              |              |                 |               |                 |
| 2016-2017 | LNA      | 4e               |              |                 |               |                 |
| 2015-2016 | LNA      | 2e               |              |                 |               |                 |
| 2014-2015 | LNA      | 2e               |              |                 |               |                 |
| 2013-2014 | LNA      | 3e               | 3e           | 1/4             | Pas d'édition | —               |
| 2012-2013 | LNA      |                  | 6e           |                 | 7e            | —               |
| 2011-2012 | LNA      |                  | 6e           | 1/8ème          |               |                 |
| 2010-2011 | LNA      | 1er              | 3e           | Vainqueur       |               |                 |
| 2009-2010 | LNA      |                  | 3e           | Vainqueur       |               |                 |
| 2008-2009 | LNA      |                  | 2e           | Finaliste       | Vainqueur     |                 |
| 2007-2008 | LNA      |                  | Champion     | Vainqueur       | Vainqueur     |                 |

## Palmarès
- Championnat de Suisse : 1983, 1991, 1992, 1993, 1994, 1995, 2008, 2018, 2019.
- Coupe de Suisse : 1995, 2008, 2010, 2011, 2015
- Supercoupe : 2008, 2009

De plus, le club compte 20 titres de champion de suisse junior.

## Effectifs

### Effectif de la saison 2015-2016
| No                                                                                | Nom                                                                               | Date de naissance                                                                 | Taille                       | Poids                        | Poste                        |
| --------------------------------------------------------------------------------- | --------------------------------------------------------------------------------- | --------------------------------------------------------------------------------- | ---------------------------- | ---------------------------- | ---------------------------- |
| 1                                                                                 | Cédric Hominal                                                                    | 2 mars 1984                                                                       | 187                          |                              | Passeur                      |
| 2                                                                                 | Jan Krba                                                                          | 22 octobre 1986                                                                   | 195                          |                              | Attaquant                    |
| 3                                                                                 | Jonathan Kaeser                                                                   |                                                                                   | 196                          |                              | Attaquant                    |
| 4                                                                                 | Julien Carrel                                                                     | 19 juillet 1988                                                                   | 188                          | 75                           | Passeur                      |
| 5                                                                                 | Enes Dustinac                                                                     | 5 février 1992                                                                    | 203                          |                              | Central                      |
| 6                                                                                 | Joe Klein                                                                         | 14 octobre 1986                                                                   | 200                          |                              | Central                      |
| 7                                                                                 | Larry Carrel                                                                      | 31 octobre 1989                                                                   | 190                          |                              | Attaquant                    |
| 8                                                                                 | Quentin Zeller                                                                    | 29 mars 1994                                                                      | 200                          | 84                           | Réceptionneur-attaquant      |
| 9                                                                                 | Clément Daniel                                                                    | 24 mai 1991                                                                       | 180                          | 90                           | Libero                       |
| 10                                                                                | Willner Rivas (en)                                                                | 2 avril 1995                                                                      | 194                          |                              | Réceptionneur-attaquant      |
| 11                                                                                | Vassil Altanov                                                                    | 13 janvier 1994                                                                   | 204                          | 93                           | Central                      |
| 14                                                                                | Jovan Djokic                                                                      | 21 décembre 1993                                                                  | 190                          | 82                           | Réceptionneur-attaquant      |
|                                                                                   |                                                                                   |                                                                                   |                              |                              |                              |
| Encadrement technique                                                             | Encadrement technique                                                             |                                                                                   | Légende                      | Légende                      | Légende                      |
| Entraîneur : Georges-André Carrel                                                 | Entraîneur : Georges-André Carrel                                                 | Entraîneur : Georges-André Carrel                                                 | : Capitaine                  | : Capitaine                  | : Capitaine                  |
| Entraîneur(s) adjoint(s) : Michel Dufaux Entraîneur(s) adjoint(s) : Pierre Berger | Entraîneur(s) adjoint(s) : Michel Dufaux Entraîneur(s) adjoint(s) : Pierre Berger | Entraîneur(s) adjoint(s) : Michel Dufaux Entraîneur(s) adjoint(s) : Pierre Berger | : Joueur blessé actuellement | : Joueur blessé actuellement | : Joueur blessé actuellement |

## Joueurs majeurs
- Cédric Hominal
- Julien Carrel
- Jovan Djokic
- Adrien Prével
- Dennis Del Valle
- Manuel Balagué